# Cauca (departman)
Cauca je kolumbijski departman u istočnom dijelu države. Glavni grad je Popayán. Prema podacima iz 2005. godine u departmanu živi 1.244.886 stanovnika te je 11 kolumbijski deparman po broju stanovnika. Sastoji se od 41 općina.

## Općine
U departmanu Cauca se nalazi 41 općina:
- Almaguer
- Argelia
- Balboa
- Bolívar
- Buenos Aires
- Cajibio
- Caldono
- Caloto
- Corinto
- El Tambo
- Florencia
- Guapi
- Inza
- Jambalo
- La Sierra
- La Vega
- Lopez
- Mercaderes
- Miranda
- Morales
- Padilla
- Paez
- Patia
- Piamonte
- Piendamó
- Popayán
- Puerto Tejada
- Purace
- Rosas
- San Sebastian
- Santander de Quilichao
- Santa Rosa
- Silvia
- Sotara
- Suarez
- Sucre
- Timbio
- Timbiqui
- Toribio
- Totoro
- Villa Rica

## Vanjske poveznice
- Službene stranice